# William Hyde Wollaston
William Hyde Wollaston (n. 6 august 1766, Norfolk, Anglia, Regatul Marii Britanii – d. 22 decembrie 1828, Londra, Regatul Unit al Marii Britanii și Irlandei) a fost un chimist englez. S-a născut la Norfolk și a murit la Londra. A absolvit Universitatea Cambridge în 1793. A descoperit elementele chimice paladiu în 1803 și rodiu în 1804. A mai fost interesat și de metalurgie și fizică.

## Legături externe
- Rhodium and Palladium: Events Surrounding Their Discoveries Arhivat în 19 aprilie 2013, la Wayback Machine.
- „Wollaston, William Hyde”. Dictionary of National Biography. London: Smith, Elder & Co. 1885.
- Poliakoff, Martyn. „Palladium”. The Periodic Table of Videos. University of Nottingham.